# チャド・パットン
チャド・パットン（Chad Patton、1976年5月5日 - ）は、WWE所属のレフェリー。イリノイ州出身。
WWEデビューは2000年。現在はWWEのRAWでレフェリーを担当している。